# 앵회

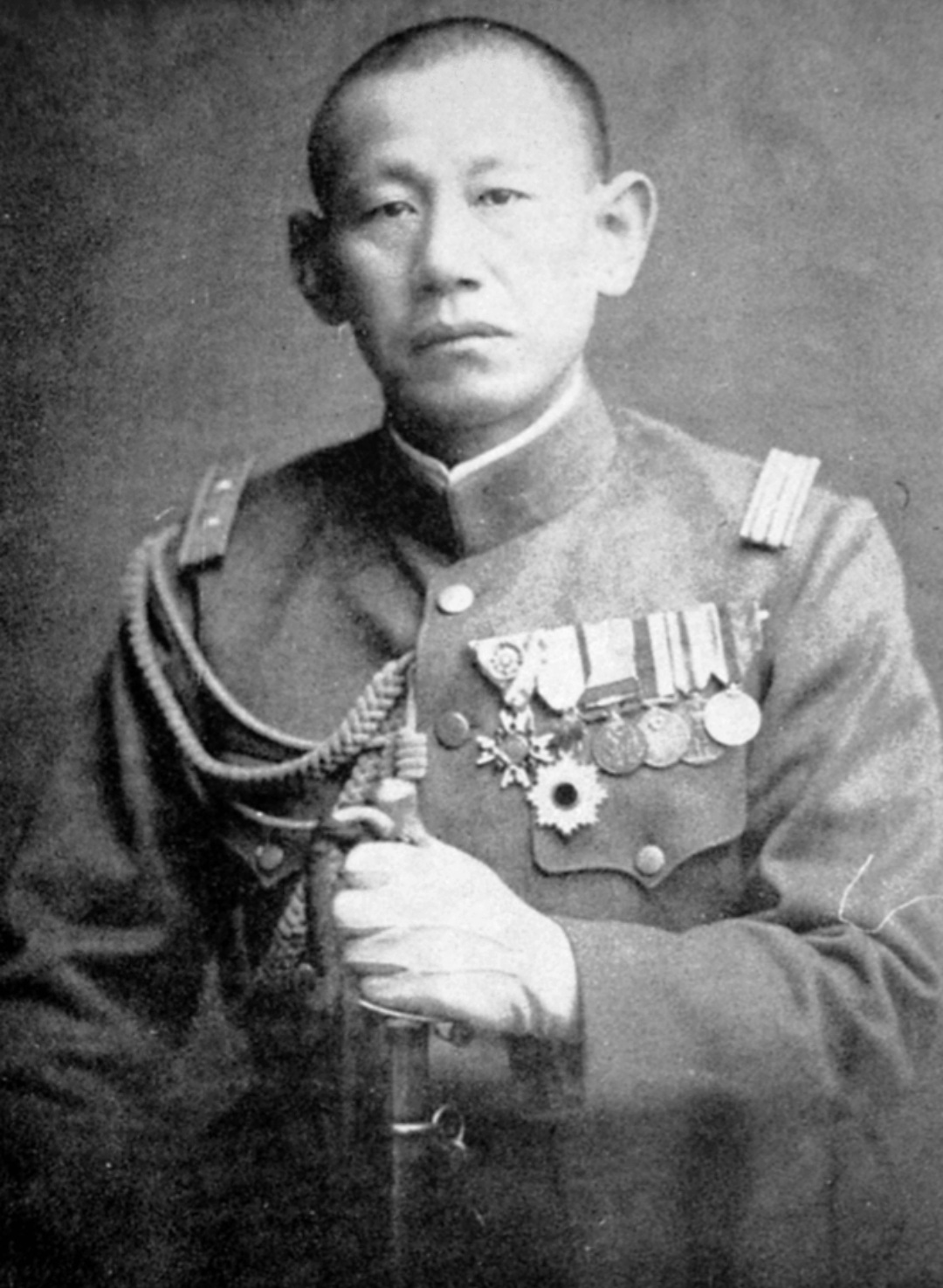
하시모토 긴고로.

앵회(일본어: 桜会 사쿠라카이[*])는 일본의 군사국가화, 익찬회의체제로의 국가개조를 목표로 1930년 결성된 비밀결사, 군내 사조직이다.
1930년 9월 참모본부의 하시모토 긴고로 중령, 육군성의 사카타 요시로 중령, 동경경비사령부의 히구치 기이치로 중령이 발기인으로서 설립했다. 참모본부와 육군성의 육군대학 출신 엘리트 장교가 많이 모였는데, 카게사 사다아키, 와치 타카지, 조 이사무, 이마이 타케오, 나가이 야츠지 등 "지나통" 영위관이 20여명 참여했다. 설립 취지서에서는 정당정치의 부패와 군축의 저주가 언급되었다. 목적은 군부독재정권에 의한 국가개조였다. 이듬해인 1931년 5월 회원이 100여명까지 증가했지만, 내부적으로는 파괴파·건설파·중간파 3파간에 끊임없이 논쟁이 벌어졌다.
하시모토와 조를 중심으로 한 급진적인 그룹은 오카와 슈메이 등과 연계하여 1931년 3월 사건, 동년 10월 사건을 계획했다. 두 계획 모두 미수로 돌아가나 군부의 독주에 기여했다.
앵회는 10월 사건 이후 해산되었지만, 그 잔당들은 통제파에 가까운 성향의 청군파(清軍派)라는 약소 파벌을 형성했다.

## 같이 보기
- 흑룡회
- 벚꽃
- 일본 군국주의
- 비밀결사